# Salvation Mountain

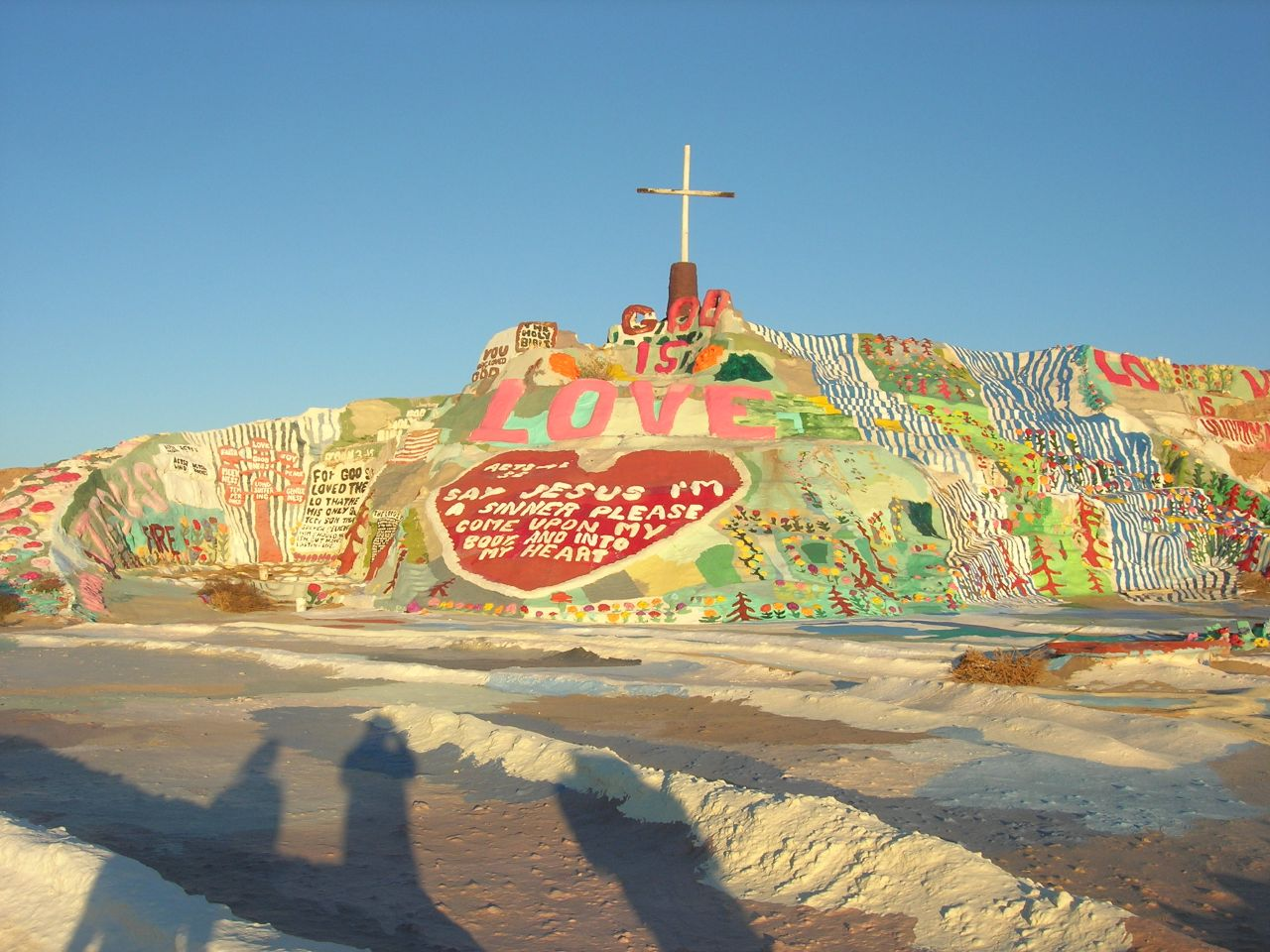
Salvation Mountain

Salvation Mountain is een land-artkunstwerk, gemaakt door Leonard Knight. Het staat in de buurt van de Amerikaanse plaats Calipatria (Californië). Het is een beschilderde heuvel met daarop teksten die bedoeld zijn om mensen te bekeren tot het christendom. Op de top staat een kruis dat bereikt kan worden door een gele trap, de Yellow Brick Road, die uitgehakt is in de heuvel, te beklimmen. De berg is deels uitgebouwd met constructies van adobe en stro. Hierdoor zijn een aantal overdekte ruimtes ontstaan.
Leonard Knight is ooit naar deze plaats toegekomen om een week lang wat schilderwerk te doen. Uiteindelijk werd het een project waar hij 25 jaar aan gewerkt heeft. Het bouwwerk staat overigens op grondgebied van de staat en is zonder toestemming op deze plek aangelegd. In het verleden heeft het bestuur van Imperial County aangegeven de verf van de berg te willen verwijderen omdat dit mogelijk slecht was voor het milieu. Na veel steunbetuigingen aan Leonard Knight is dit plan van tafel verdwenen.
In 2011 werd Leonard Knight in een verzorgingstehuis geplaatst omdat hij leed aan dementie. De berg wordt nu onderhouden door vrijwilligers. Knight overleed op 10 februari 2014 op 82-jarige leeftijd.
In de film Into the Wild uit 2007 wordt de hoofdpersoon door Leonard Knight rondgeleid over Salvation Mountain.